# Улица 1 Мая (Кострома)
У́лица 1 Ма́я (до 1925 года — Верхняя Набережная) — одна из центральных улиц города Костромы. Проходит вдоль берега Волги от перекрёстка с улицами Лесная и Чайковского до Депутатской улицы. Застройка улицы во многом определяет панораму города со стороны Волги, на ней расположено несколько объектов культурного наследия.

## История
Застройка нынешней улицы началась, предположительно, ещё во времена основания города. Центральная её часть (от Молочной горы до Пятницкой улицы) была сформирована в XIII веке. В XVII веке она носила название Набережная улица. В конце неё на берегу Волги стояли две деревянные церкви: Успенская и Рождества Богородицы. Рядом располагалась Рыбная слобода, жители которой ловили рыбу и поставляли её к царскому столу. Слобода эта вошла в состав города в 1778 году. В XVIII веке различные части улицы стали именоваться по располагавшимся там церквям. Здесь стояли церковь Архангела Михаила (1745 год) и Успенская церковь (1786 год), а участки улицы назывались соответственно Архангельская Набережная и Успенская Набережная.
В регулярном плане 1781—1784 годов улица была в основном сохранена, была только выровнена красная линия. Улица получила название Верхняя Набережная, она протянулась от Молочной горы до Спасской улицы (нынешней Депутатской). Застраивать улицу предполагалось представительными каменными домами. В 1823 году к приезду Александра I со стороны Волги были сооружены обелиски Московской заставы, задуманные как парадный въезд в город.
В конце XVIII — первой половине XIX века на улице действовало несколько производственных предприятий, в частности полотняная мануфактура, кожевенный завод. В 1870-х годах на набережной появились лесозаводы Набатова (ныне АО «Фанплит») и Бычкова (ныне АО «Костромамебель»). В 1869—1870 годах была сооружена водопроводная станция, а в 1912—1913 годах — фильтровальная и электрическая станции.
Во второй половине XIX века на улице появляются различные учебные заведения, для многих из которых были перестроены старые дома. В 1857 году была открыта женская Григоровская гимназия, в 1867 году — духовная семинария, 1860-х годах — городское училище, в 1901 году — торговая школа.
В 1925 году улица получила своё нынешнее название — улица 1 Мая. В советское время все церкви на улице были снесены.

## Здания и сооружения

### По нечётной стороне
- № 1 — Водонапорная станция[1].
- № 3 Б — 5 А, Б — Комплекс Московской заставы[2].

### По чётной стороне
- № 2 — Ночлежный дом Ф. И. Чернова.
- № 4/9 — Музей «Сказочный край Снегурочки».
- № 6/8 — Усадьба Стригалевых[3].
- № 10 — Дом П. К. Шевякова[4].
- № 12 — Костромской областной Дворец творчества детей и молодёжи.

- № 14 — Корпус «А» Костромского государственного университета. Бывшая Костромская духовная семинария[2]. В 1915 году эту семинарию окончил будущий маршал А. М. Василевский[1], о чём свидетельствует установленная на стене здания мемориальная доска. В парадном дворе здания установлен памятник советскому философу А. А. Зиновьеву (2009, скульптор А. Н. Ковальчук).
- № 14А — Корпус «В» Костромского государственного университета (1982).
- № 16 — Корпус «Г» Костромского государственного университета. Бывшая Костромская духовная семинария[2].
- № 18/2 — Корпус «Б» Костромского государственного университета. Бывшая женская Григоровская гимназия[2].
- № 20/1 — Костромской областной медицинский колледж.
- № 24 — Дом Набатова (торговая школа).
- № 26 — Дом А. И. Солодовникова.
- № 28/9 — Дом М. В. Кореповкина.
- № 48/6 — Корпус арестантских рот.

- Водонапорная станция
- Ночлежный дом Ф.И. Чернова
- Музей «Сказочный край Снегурочки»
- Усадьба Стригалевых
- Костромской областной Дворец творчества детей и молодежи
- Корпус «А» КГУ
- Корпус «В» КГУ
- Корпус «Б» КГУ